# وزارة النقل والاتصالات وتقنية المعلومات (عمان)
وزارة النقل والاتصالات وتقنية المعلومات (عمان)؛ هي الوزارة المعنية بالإشراف على عدد من المشروعات الوطنية في سلطنة عمان وهي النقل واللوجستيات وتشمل النقل البري والبحري، كما تقوم الوزارة بصياغة وتنفيذ استراتيجيات تفعيل الحكومة الرقمية في سلطنة عمان.

## تاريخها
- في عام 1973م أنشأت وزارة تسمى وزارة المواصلات والخدمات العامة، وحدد قانون الجهاز الإداري للدولة رقم (1975/26) اختصاصاتها التي وردت بمسمى وزارة المواصلات.
- وفي عام 1978 توزعت الوزارة لوزارتين أحدهما للمواصلات والأخرى للبريد والبرق والهاتف وذلك بموجب مرسوم سلطاني.
- وفي عام 2000م دمجت وزارتا المواصلات والإسكان في وزارة واحدة تحت مسمى وزارة النقل والإسكان، وتعديل مسمى وزارة البريد والبرق والهاتف الى وزارة الاتصالات.
- في عام 2001م تم تغيير مسمى وزارة التقل والإسكان إلى وزارة النقل والاتصالات.
- عام 2019 صدر مرسوم سلطاني رقم ( 64 / 2019 ) بتعديل اسم وزارة النقل والاتصالات إلى "وزارة النقل" .
- وفي 2020 صدر المرسوم السلطاني رقم ( 90 / 2020 ) إنشاء وزارة النقل والاتصالات وتقنية المعلومات، بعد أن تم دمج وزارة النقل والاتصالات مع هيئة تقنية المعلومات.[2]

## مهامها
تقوم الوزارة بمهام اقتراح وإعداد السياسات الخاصة بالنقل واللوجستيات والاتصالات وتقنية المعلومات ومتابعة تنفيذها، كما تقوم الوزارة بتنفيذ وصيانة الشوارع الرئيسية في محافظات سلطنة عمان، وتقوم الوزارة أيضا بتنفيذ والإشراف على مشاريع البنية التحتية لبرنامج التحول الرقمي الوطني في المؤسسات الحكومية ومتابعة تلك الجهات على تنفيذ خطط التحول السنوية، كما تقوم على دعم برامج تطوير استخدامات تطبيقات علوم وتكنولوجيا الفضاء والذكاء الاصطناعي.

## وصلات خارجية
- الموقع الرسمي